# フラウィア・マクシミアナ・テオドラ
フラウィア・マクシミアナ・テオドラ（Flavia Maximiana Theodora, 生没年不詳）は、ローマ皇帝マクシミアヌスの義理の娘で、皇帝コンスタンティウス・クロルスの皇后。通常、単にテオドラと呼ばれる。

## 概要
実の両親はフラウィウス・アフラニウス・ハンニバリアヌスとエウトロピア。2人は283年以前には離婚しており、エウトロピアはのちにマクシミアヌスの妻となった。
実父のハンニバリアヌスは292年にコンスルを務め、ディオクレティアヌスの治世ではプラエフェクトゥス・プラエトリオ（近衛隊長官）も務めた。
293年、テオドラはフラウィウス・ウァレリウス・ユリウス・コンスタンティウス（のちのコンスタンティウス・クロルス）と結婚する。コンスタンティウスは結婚を通して自身の政治的地位を高めていくことになる。

## 息子および娘
3人の息子と3人の娘がいた。
- フラウィウス・ダルマティウス（英語版） - 333年にケンソル（監察官）を務めている。子が2人おり、自身と同名の息子の長男フラウィウス・ダルマティウスと次男フラウィウス・ハンニバリアヌスである。337年9月、恐らくコンスタンティウス2世の陰謀により、2人の息子と共に殺害された。次男ハンニバリアヌスはコンスタンティヌス1世の娘でコンスタンティウス2世の姉妹コンスタンティナの最初の夫となった。アラン・キャメロン（1938年 - 2017年）によると、ハンニバリアヌスはコンスタンティナの間にコンスタンティナという娘を儲けている。このコンスタンティナの系統は626年8月まで記録で確認ができる。
- ユリウス・コンスタンティウス - 335年に執政官を務める。後の皇帝ユリアヌスの父。
- ハンニバリアヌス
- フラウィア・ユリア・コンスタンティア - ローマ皇帝リキニウスと結婚、ローマ皇帝ウァレリウス・リキニアヌス・リキニウス（リキニウス2世（英語版））の母
- アナスタシア（英語版） - 夫はバッシアヌス（バシアヌス）。2女（ファウスタ?、名前不詳の娘）を儲ける。ファウスタ?は大グラティアヌスと結婚し、ウァレンティニアヌス朝を創始したウァレンティニアヌス1世・ウァレンス兄弟の母となる。もう一人の娘はFlavius Ablabiusと結婚。その娘（アナスタシアの孫娘）のオリュンピアスはコンスタンス1世の皇妃となるが、子供はいない。
- エウトロピア（英語版） - 350年6月3日、ローマ皇帝を僭称しローマに入城したユリウス・ネポティアヌス（英語版）に嫁いだ。